# 粗糙鉤杜父魚
粗糙鉤杜父魚，為輻鰭魚綱鮋形目杜父魚亞目杜父魚科的其中一種，為寒帶海水魚，分布於東北大西洋區，包括巴倫支海、新地島、喀拉海、哈德遜灣海域，棲息深度0-290公尺，本魚頭部上方灰褐色，身體顏色淡，有大的、不規則的深色斑點形成交叉的條紋，鰭上的斑紋橘色，胸鰭頂端白色，體長可達8.4公分，棲息在砂泥底質底層水域，生活習性不明。

## 擴展閱讀
維基物種上的相關：粗糙鉤杜父魚